# Basidiodendron excentrispora
Basidiodendron excentrispora är en svampart som beskrevs av P. Roberts 2001. Basidiodendron excentrispora ingår i släktet Basidiodendron, ordningen Auriculariales, klassen Agaricomycetes, divisionen basidiesvampar och riket svampar.   Inga underarter finns listade i Catalogue of Life.